# باربارا وارد
باربارا وارد (بالإنجليزية: Barbara Ward)‏ كانت اقتصادية وصحفية بريطانية. ولدت في 24 مايو 1914 وتوفيت في 31 مايو 1981، عُرفت بكتبها عن مشكلات التطور الاقتصادي في البلدان النامية. نادت وارد بتوزيع الثروات الاقتصادية العالمية بصورة عادلة بين شعوب الدول الصناعية وبلدان العالم النامي. ومن أجل تحقيق مثل هذا الهدف، فضلت إنشاء برامج تعاونية عالمية للسيطرة على الازدياد السكاني.

## حياتها
ولدت باربارا ماري وارد في يورك بإنجلترا، ودرست في كل من باريس وألمانيا قبل الالتحاق بجامعة أكسفورد في عام 1932 التي تخرجت منها عام 1935. ألتحقت وارد بمجلة الاقتصادي البريطانية عام 1939. وفي عام 1950 تزوجت من السير روبرت جاكسون، وهو اقتصادي أسترالي ومسؤول بالأمم المتحدة. حصلت وارد على لقب سيدة الإمبراطورية البريطانية عام 1974، ومن ثَم حصلت على لقب عضو نبيل مدى الحياة.

## روابط خارجية
- باربارا وارد على موقع الموسوعة البريطانية (الإنجليزية)
- باربارا وارد على موقع ميوزك برينز (الإنجليزية)